# Pilar Alegría
María del Pilar Alegría Continente (prononcé en espagnol : /maˈɾia ðɛl piˈlaɾ aleˈɣɾia kõn̪tiˈnɛ̃n̪te/), née le 1er novembre 1977 à La Zaida (province de Saragosse), est une femme politique espagnole membre du Parti socialiste ouvrier espagnol (PSOE). Elle est ministre de l'Éducation et de la Formation professionnelle depuis 2021.
Elle est élue en 2008 députée de Saragosse au Congrès des députés et membre de la commission exécutive fédérale du PSOE, puis devient en 2012 secrétaire à l'Éducation du PSOE d'Aragon après avoir été tête de liste aux élections législatives anticipées de 2011.
Nommée secrétaire régionale à l'Organisation du PSOE en 2014, elle occupe l'année suivante la deuxième place sur la liste dans la circonscription de Saragosse pour les élections régionales. Après le scrutin, elle intègre le gouvernement de la communauté autonome en qualité de conseillère à l'Innovation, à la Recherche et à l'Enseignement supérieur.
En 2017, elle exerce les fonctions de porte-parole de la candidature de Susana Díaz au 39e congrès du PSOE, qui voit la réélection de Pedro Sánchez au secrétariat général. Avec le soutien du président d'Aragon Javier Lambán, elle se présente avec succès aux primaires socialistes à Saragosse et prend la tête de liste pour les élections municipales de mai 2019. Elle s'oppose cependant à sa dernier sur la composition de sa liste, corrigée dans son sens avec l'appui de la direction nationale.
Bien qu'elle soit arrivée en tête, elle ne peut accéder au pouvoir en raison d'une alliance entre les partis de droite. En février 2020, Pedro Sánchez la nomme déléguée du gouvernement en Aragon. Il l'appelle au sein de son gouvernement en juillet 2021 à l'occasion d'un important remaniement ministériel, au poste de ministre de l'Éducation. Il la désigne, un an plus tard, porte-parole du PSOE dans le cadre d'une réorganisation de la direction du parti, un poste qu'elle doit abandonner en 2024, quelques semaines après avoir été nommée porte-parole du gouvernement.
Elle est désignée en 2025 secrétaire générale du PSOE aragonais, sans opposition.

## Vie privée et formation
María del Pilar Alegría Continente naît le 1er novembre 1977 à La Zaida, dans la province de Saragosse. Elle est mère d'un enfant.
Elle accomplit ses études secondaires dans un collège de Fuentes de Ebro. Elle est diplômée en sciences de l'éducation, spécialisée dans l'enseignement primaire, de l'université de Saragosse, et titulaire d'un master en éducation sociale de l'université complutense de Madrid. Elle n'a jamais enseigné devant des élèves.
Elle adhère à l'Union générale des travailleurs (UGT) au cours de ses études universitaires, à la fin des années 1990, puis elle rejoint le Parti socialiste ouvrier espagnol (PSOE). Elle travaille ensuite comme technicienne de formation au sein de la Fédération des industries et activités associées (FIA) de l'UGT d'Aragon.

## Vie politique

### Députée aux Cortes Generales
Pilar Alegría devient ensuite directrice de cabinet au département de l'Éducation de la députation générale d'Aragon et coordonnatrice du département de l'Éducation de la commission exécutive fédérale du PSOE, travaillant dans ces deux cas aux côtés d'Eva Almunia (es).
À l'approche des élections générales du 9 mars 2008, elle est investie en deuxième position sur la liste de la circonscription de Saragosse, derrière le député sortant Jesús Membrado (es), conformément à l'objectif poursuivi par le parti de combiner renouvellement des générations et expérience parlementaire. Élue au Congrès des députés, elle devient peu après membre de la commission exécutive fédérale du PSOE et y siège quatre ans.
À l'approche des élections générales anticipées du 20 novembre 2011, elle est investie à la première place de la candidature socialiste dans la province de Saragosse, étant la seule à étrenner cette position parmi les têtes de liste du PSOE aragonais. À la suite de la lourde défaite du PSOE, elle fait partie des neufs dirigeants de la « jeune génération » interrogés par El País sur l'avenir et les erreurs du Parti socialiste avec Susana Díaz, Emiliano García-Page, Óscar López, César Luena, Eduardo Madina, Juan Moscoso, Leire Pajín et Laura Seara.
Elle est désignée le 1er avril 2012 secrétaire à l'Éducation de la commission exécutive régionale du Parti des socialistes d'Aragon-PSOE. À partir de juillet 2014, elle prend le poste de secrétaire à l'Organisation, laissé vacant en raison de la démission de sa titulaire.
Lors de l'élection primaire du congrès extraordinaire du PSOE qui se tient à la même période, elle apporte son soutien à Eduardo Madina, finalement battu par Pedro Sánchez.

### Conseillère du gouvernement d'Aragon
Dans la perspective des élections aux Cortes d'Aragon du 24 mai 2015, le chef de file socialiste Javier Lambán investit Pilar Alegría en deuxième position sur la liste qu'il conduit dans la circonscription de Saragosse, dans un mouvement plus large de profond renouvellement du groupe parlementaire socialiste.
Élue députée d'Aragon, elle démissionne du Congrès le 18 juin et cède son mandat à Ignacio Magaña. Le 6 juillet suivant, elle prête serment comme conseillère à l'Innovation, à la Recherche et à l'Enseignement supérieur d'Aragon dans le premier gouvernement formé par Javier Lambán. À ce poste, elle obtient notamment que l'ensemble des groupes parlementaires des Cortes souscrivent à un pacte pour la science, et conclut un accord pour le financement de l'université de Saragosse qui prévoit un apport de 780 millions d'euros sur cinq ans à partir de 2016.
Lors des primaires socialistes de 2017, elle occupe les fonctions de porte-parole de la candidature de Susana Díaz et dépose avec Edu Madina les parrainages militants en faveur de celle-ci au siège national du PSOE, rue de Ferraz à Madrid. Le scrutin se solde néanmoins par la victoire de Pedro Sánchez. Elle abandonne en novembre suivant ses fonctions de secrétaire régionale à l'Organisation pour intégrer le comité fédéral.

### Tête de liste en 2019 à Saragosse
Soutenue par Javier Lambán, Pilar Alegría annonce le 29 août 2018 qu'elle se présente aux primaires socialistes pour la désignation de la tête de liste aux élections municipales du 26 mai 2019 à Saragosse. Elle remporte le premier tour de scrutin le 23 septembre avec 49 % des suffrages exprimés, devançant de vingt points sa principale concurrente Carmen Dueso, qui renonce à être présente au second tour, ce qui permet à Pilar Alegría d'être proclamée tête de liste par son parti cinq jours plus tard.

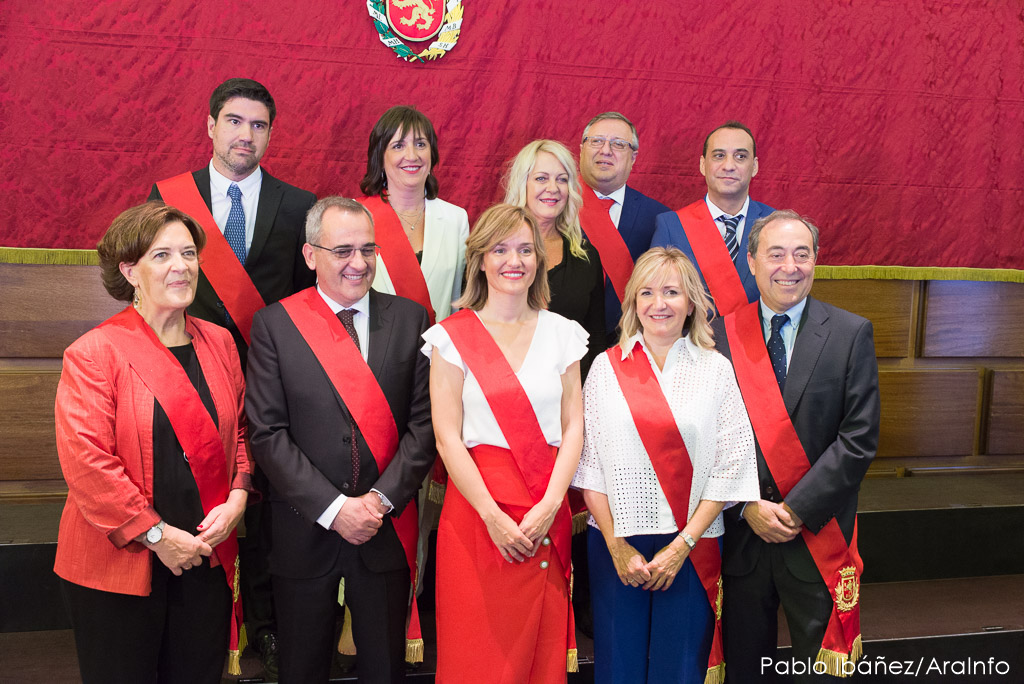
La liste de Pilar Alegría arrive en tête aux municipales de 2019 à Saragosse.

En mars 2019, elle s'oppose à Javier Lambán sur la composition de la liste des candidats socialistes au conseil municipal et signe un document actant son rejet de la candidature approuvée à une très large majorité par le comité régional du PSOE Aragon après avoir rejeté la proposition de compromis exprimée par le secrétaire général provincial. Le comité fédéral du 17 mars accède à la requête de Pilar Alegría et réorganise les premiers postes de la liste, afin que les trois premiers après elle soient issus de son groupe de proches, ce qui déplace le titulaire de la deuxième place à la cinquième position.
Le jour du scrutin, elle vire en tête avec 27,7 % des voix et dix conseillers municipaux sur trente-et-un. Elle ne peut néanmoins accéder à la mairie de la capitale aragonaise en raison de la conclusion d'un accord entre le Parti populaire (PP), Ciudadanos (Cs) et Vox qui permet l'investiture de Jorge Azcón lors de la séance d'installation du conseil municipal le 15 juin 2019 avec l'exacte majorité absolue des voix.

### Déléguée du gouvernement
Alors qu'elle est désormais porte-parole du groupe municipal socialiste, Pilar Alegría est nommée le 11 février 2020 déléguée du gouvernement en Aragon par le Conseil des ministres que préside Pedro Sánchez, une décision que celui-ci n'a pas préalablement concerté avec Javier Lambán. Elle avait précédemment refusé la proposition du ministre de la Science Pedro Duque de devenir secrétaire d'État à la Recherche.
Dans la perspective de l'organisation en octobre 2021 du 40e congrès fédéral du Parti socialiste ouvrier espagnol, la commission exécutive fédérale du 15 mars l'inclut parmi les rapporteurs thématiques de la motion politique, lui confiant le travail autour de l'éducation, de l'enseignement supérieur, de la culture et des sports. Avec les deux coordonnatrices de la rédaction de la motion, cette équipe de douze rapporteurs est perçue au sein du parti comme l'embryon de la future commission exécutive qui sera formée à l'issue du conclave socialiste.

### Ministre de l'Éducation et de la Formation professionnelle

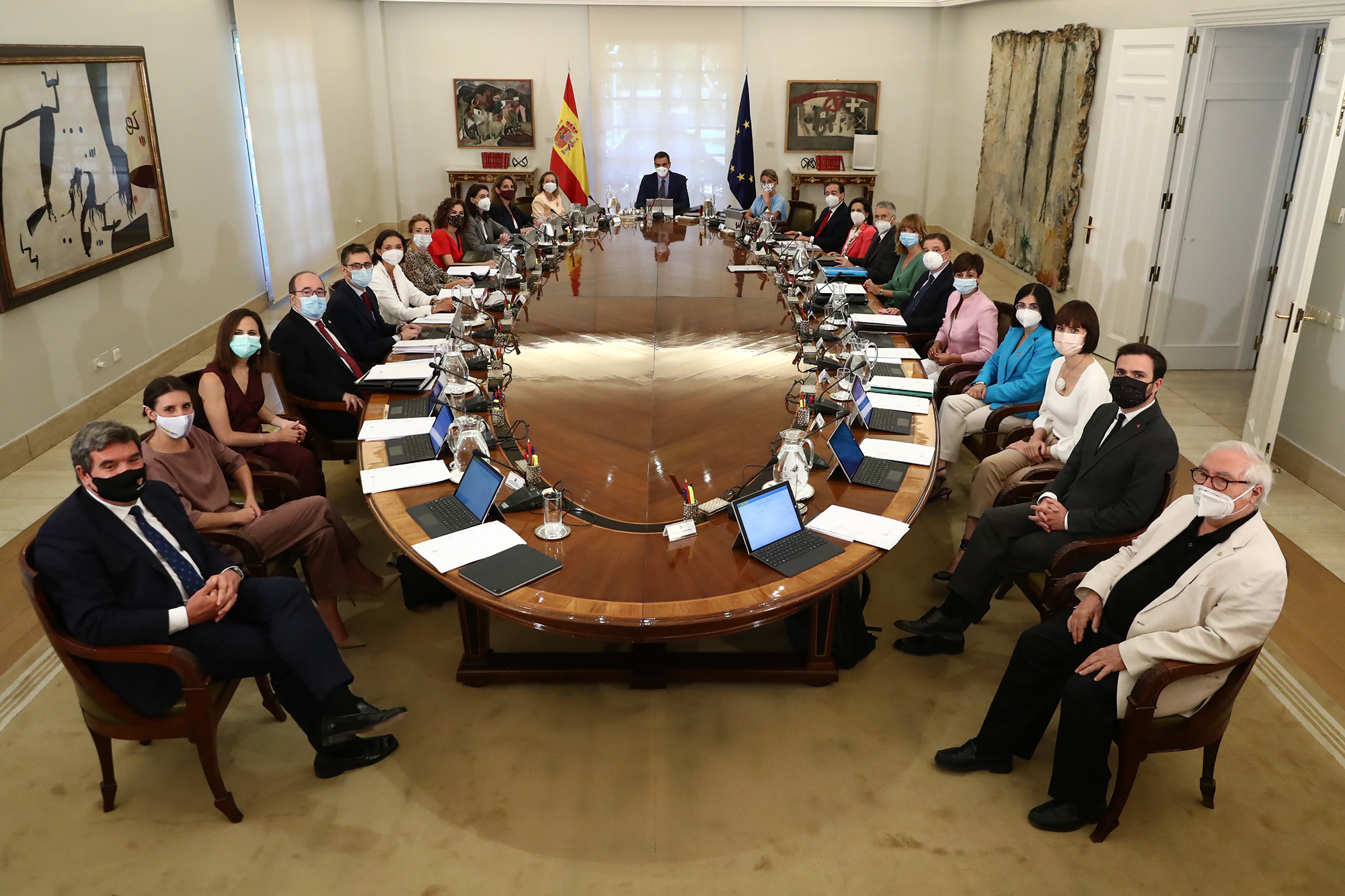
Pilar Alegría est nommée ministre de l'Éducation en juillet 2021.

Le 10 juillet 2021, Pedro Sánchez annonce un important remaniement ministériel à l'occasion duquel Pilar Alegría est nommée ministre de l'Éducation et de la Formation professionnelle en remplacement d'Isabel Celaá. Elle est assermentée deux jours plus tard au palais de la Zarzuela devant le roi Felipe VI et évoque dans sa promesse de garder le secret des délibérations du « Consejo de Ministros y Ministras » à l'instar de plusieurs de ses collègues, alors que la formule consacrée évoque uniquement le « Consejo de Ministros » (en français : « Conseil des ministres »).
À l'occasion du Conseil des ministres du 7 septembre suivant, elle présente le projet de loi relatif à la formation professionnelle, qui fusionne l'apprentissage et la formation continue dans un seul système reposant largement sur la formation par alternance et institue des passerelles entre les enseignements ainsi dispensés et ceux de l'université. L'objectif affiché du ministère de l'Éducation est d'y consacrer 5,4 milliards d'euros et de multiplier par plus de dix le nombre d'Espagnols ayant recours à la formation professionnelle sur les quatre années qui suivent,.
Le projet de loi est approuvé par le Congrès des députés le 16 décembre suivant, par 171 voix pour, 87 contre et 72 abstentions, obtenant — en sus des partis de la coalition gouvernementale — le soutien de Ciudadanos (Cs), du Parti nationaliste basque (EAJ/PNV) et d'Euskal Herria Bildu (EH Bildu), tandis que le Parti populaire (PP) vote finalement contre. Ayant refusé les 300 amendements déposés, le Sénat l'adopte définitivement le 23 mars 2022, avec l'appui des mêmes forces politiques et le vote contre du seul PP.
Après que la vice-secrétaire générale du PSOE, Adriana Lastra, a annoncé sa démission, le journal en ligne ElDiario.es révèle, le 21 juillet 2022, que le secrétaire général, Pedro Sánchez, a l'intention de nommer Pilar Alegría au poste de porte-parole du parti, en remplacement de Felipe Sicilia, promu par Lastra en son temps. La radio Cadena SER confirme cette information quelques heures plus tard. Le 23 juillet, le comité fédéral du PSOE ratifie ce remaniement de la direction à l'unanimité, sans que Pedro Sánchez n'ait fourni d'explications à son sujet.
Le 21 novembre 2023, elle est reconduite avec un élargissement de ses compétences, devenant ministre de l'Éducation, de la Formation professionnelle et des Sports au sein du gouvernement Sánchez III, dont elle est également désignée porte-parole. La députée de Burgos Esther Peña la remplace en janvier 2024 au poste de porte-parole de la direction du PSOE.

### Secrétaire générale du PSOE d'Aragon
Pilar Alegría annonce le 21 décembre 2024, lors d'une réunion publique qui rassemble 300 personnes à La Zaida, qu'elle sera candidate à l'élection primaire qui désignera en 2025 le nouveau secrétaire général du Parti des socialistes d'Aragon-PSOE (PSOE Aragon) en remplacement de Javier Lambán. Le 27 janvier 2025, elle est proclamée secrétaire générale élue, étant la seule candidate en lice après le retrait du seul autre impétrant déclaré, Darío Villagrasa. Lors de la clôture du 18e congrès régional, le 16 mars, sa liste pour la commission exécutive régionale, qui porte Marcelino Iglesias à la présidence honorifique et Darío Villagrasa au poste de vice-secrétaire général, est ratifiée par 93 % des voix des délégués.